# Detector de bordes

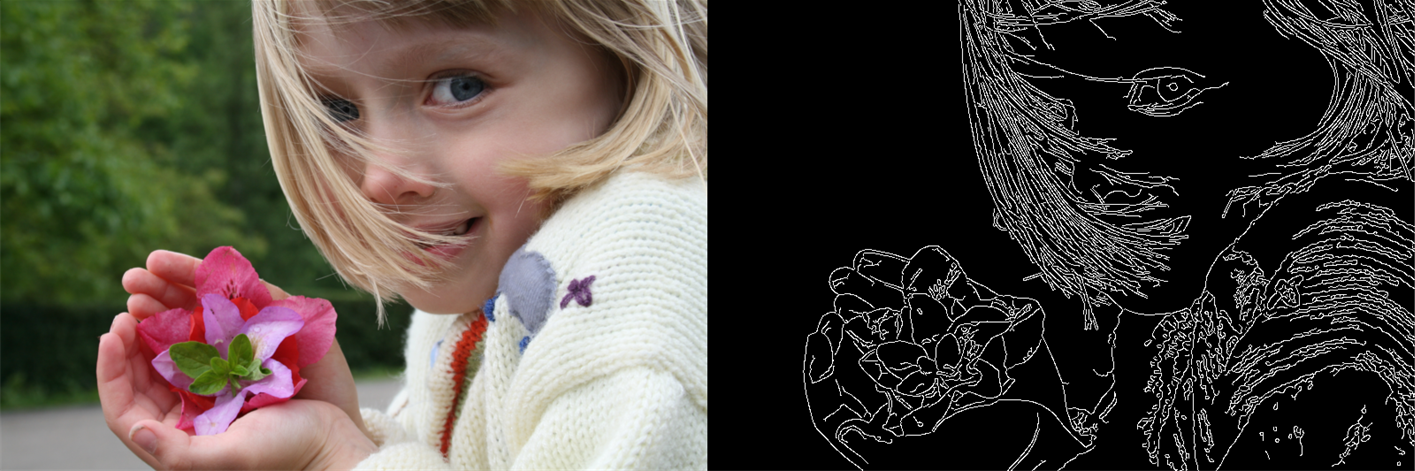
Detección de bordes según algoritmo de Canny aplicada a una fotografía

La detección de bordes es una herramienta fundamental en el procesamiento de imágenes y en visión por computadora, particularmente en las áreas de detección y extracción de características, que tiene como objetivo la identificación de puntos en una imagen digital en la que el brillo de la imagen cambia drásticamente o, más formalmente, tiene discontinuidades. El mismo problema de encontrar discontinuidades en señales 1D se conoce como detección de paso.

## Motivaciones
La detección de los cambios bruscos de brillo de la imagen tiene como objetivo capturar eventos importantes y cambios en las propiedades del mundo. Se puede demostrar que, bajo supuestos bastante generales para un modelo de formación de la imagen, las discontinuidades en el brillo de la imagen se corresponden con mayor probabilidad a:
- discontinuidades en la profundidad,
- discontinuidades en la orientación de las superficies,
- cambios en las propiedades del material y
- variaciones en la iluminación de la escena.

En el caso ideal, los resultados de aplicar un detector de bordes a una imagen pueden conducir a un conjunto de curvas conectadas que indican las fronteras de los objetos, las fronteras de las marcas en las superficies de estos objetos y curvas que corresponden a discontinuidades en la orientación de las superficies.
Al aplicar un algoritmo de detección de bordes a una imagen es posible reducir la cantidad de datos a ser procesados, por lo que se puede filtrar la información que puede ser considerada como menos relevante, logrando preservar las propiedades estructurales de la imagen.
Si el paso de detección de bordes fue satisfactorio, el paso de interpretar el contenido en la imagen original se puede reducir sustancialmente.
Sin embargo, no siempre se obtienen esos bordes ideales a partir de imágenes reales, con una complejidad moderada.
Los bordes extraídos de imágenes no triviales, se ven afectados por la fragmentación en las mismas, lo que significa que las curvas que representan los bordes no están conectadas o se crean bordes falsos que no corresponden a características importantes de la imagen - lo que complica la tarea de interpretar los datos en la imagen.
La detección de bordes es uno de los pasos fundamentales en el procesamiento de imágenes, en el análisis de imágenes, en el reconocimiento de patrones en una imagen, y en las técnicas de Visión por computadora.
Sin embargo, en años recientes (2010) se han realizado investigaciones en métodos de Visión por computadora que no dependen explícitamente en la detección de bordes como un paso de preprocesamiento.

## Propiedades de los bordes
Los bordes extraídos de imágenes 2D a partir de escenas 3D se pueden clasificar según el punto de vista en: dependientes o independientes.
Un borde independiente del punto de vista refleja propiedades inherentes de objetos tridimensionales, tales como marcas y formas en las superficies de los mismos.
Un borde dependiente del punto de vista puede cambiar si se cambia el punto de vista, y refleja la geometría de la escena, tales como objetos que se tapan unos a otros.
Un borde típico puede ser la arista entre un bloque rojo y uno amarillo que se encuentran uno a continuación del otro.
En contraste, una recta puede ser un pequeño número de pixeles de un color diferente a un fondo que nunca cambia. Para la recta, usualmente se detectan dos bordes, uno a cada lado de la misma.